# Titularbistum Antiphellus
Antiphellus (ital.: Antifello) ist ein Titularbistum der römisch-katholischen Kirche.
Es geht zurück auf ein früheres Bistum der antiken Stadt Antiphellos in der kleinasiatischen Landschaft Lykien, jetzt Kaş im Südwesten der heutigen Türkei, das der Kirchenprovinz Myra angehörte.
| Titularbischöfe von Antiphellus |                                             |                                                                                     |                    |                    |
| Nr.                             | Name                                        | Amt                                                                                 | von                | bis                |
| 1                               | Andrew Donnellan                            | Koadjutorbischof von Clonfert (Irland)                                              | 20. Dezember 1776  | 7. Mai 1778        |
| 2                               | Pietro Ramazzini OCD (Antonio Ramazzini)    | Apostolischer Vikar von Groß Mogul (Indien)                                         | 3. Juni 1794       | 9. Oktober 1840    |
| 3                               | José Higinio Madalengoitia y Sanz de Zárate | Weihbischof in Trujillo (Peru)                                                      | 27. Oktober 1840   | 19. Januar 1846    |
| 4                               | Jean Georges Collomb SM                     | Apostolischer Vikar von Melanesien (Papua-Neuguinea)                                | 19. Februar 1846   | 16. Juli 1848      |
| 5                               | François-Xavier Danicourt CM                | Apostolischer Vikar von Chekiang Apostolischer Vikar von Jiangxi (China)            | 22. Dezember 1850  | 2. Februar 1860    |
| 6                               | Pasquale Vuicic OFM (Pasquale Vujcic)       | Apostolischer Vikar von Ägypten Apostolischer Vikar von Bosnien (Österreich-Ungarn) | 28. September 1860 | 11. März 1888      |
| 7                               | Joseph Higgins                              | Weihbischof in Sydney (Australien)                                                  | 18. September 1888 | 21. September 1899 |
| 8                               | John Joseph Collins SJ                      | Apostolischer Vikar von Jamaika (Jamaika)                                           | 12. Juni 1907      | 30. November 1934  |
| 9                               | Jean-Marie Aubin SM                         | Apostolischer Vikar von Honiara (Salomonen)                                         | 8. April 1935      | 28. August 1967    |